# Tecnologia musical
La tecnologia musical és un camp de la música que utilitza qualsevol dispositiu electrònic o amb un programari per crear música. Aquesta eina pot ser utilitzada per crear música, per editar-la, per reproduir diferents sons i afegir-los en la cançó. Per tant, la tecnologia musical és molt important per la sostenibilitat i desenvolupament de la música. La tecnologia musical ha estat present des de fa molt temps al nostre planeta. Fins i tot, a la prehistòria ja es feia servir aquesta tecnologia. Fins avui dia, que podem compondre música més complexa, i la podem escoltar en auditoris grans o fins i tot, la podem crear a casa nostra, només cal un aparell electrònic.

## Història de la tecnologia musical
La tecnologia musical ja fa molt temps que està lligada a l'ésser humà, des de la prehistòria fins avui dia. Durant la història de la tecnologia musical, podem veure com va creixent i utilitzant els Instruments utilitzats per les generacions anteriors i així anar-los millorant.

### Prehistòria
Les primeres eines conegudes de la tecnologia musical són de la prehistòria, fa més de quaranta-un mil anys. El primer instrument que es va trobar és de l'era del Paleolític. És una flauta d'os. Aquestes restes es van trobar a la vall del riu Indus. A part d'aquesta vall també s'han trobat molts instruments a la Xina, al Vietnam i al centre d'Europa.

### Antic Egipte
A l'antic Egipte utilitzaven la música per acompanyar a les cerimònies rituals, on els càntics tenien un paper important i al camp, quan feien treballs agraris. Els egipcis van utilitzar instruments de tota classe: de percussió, com el tambor de mà o les campanes, de corda com arpes i de vent com les flautes.

### Antiga Grècia
A l'antiga Grècia feien servir tres tipus d'instruments la corda, el vent i la percussió. Aquesta cultura considerava la música com un regal diví. La música tenia un paper fonamental en els rituals i les festes gregues. La lira i cítara eren uns instruments de corda molt típics en aquells temps.

### Antiga Roma
A l'antiga Roma van agafar molts coneixements i idees de les civilitzacions gregues fins i tot, instruments com la lira i la cítara. La música tenia un paper molt important a l'exèrcit Romà i en la societat, sobretot als teatres i en actes religiosos. L'art Romà fa servir instruments de tota mena de corda, de percussió i de vent. Els instruments que s'utilitzaven en festes i manifestacions de la vida social romana, eren la lira i el llaüt. En canvi, a l'exèrcit s'utilitzaven instruments com el lituus i el cornu, instruments de vent.

### Islam
Al món islàmic, la música estava molt present en els rituals religiosos i les danses tradicionals. La música europea va ser influenciada per la música del món islàmic, molt dels instruments actuals provenen d’aquesta cultura, com la guitarra. Tocaven instruments de corda, percussió i vent.

### Edat mitjana
Durant l'edat mitjana predomina la música profana, com la dels trobadors i joglars, i la religiosa. Es van inventar una manera d’apuntar la música, les notes. Va anar evolucionant fins a fer les partitures que coneixem avui en dia. A l'edat mitjana utilitzaven instruments de vent com la flauta, també de corda com la cítara i de percussió com el tambor.

### Renaixement
A l'edat del renaixement la tecnologia va contribuir al desenvolupament de la música i a la composició de les músiques i els seus ritmes. A més a més, durant aquesta etapa es va inventar la impremta, fet que va provocar que es produïssin partitures en massa. Això va fer que els estils musicals viatgessin pel món i es donessin a conèixer. Es tocaven instruments de vent com les trompetes, també n'hi havia de vent com les flautes i de percussió com la pandereta.

### Barroc
Al barroc es diu que la música instrumental igual per primera vegada a la música vocal. Durant el barroc es continuen utilitzant estils com la tocata però amb noves tècniques i interessos diferents. L'orquestra es transforma perquè es trien els instruments per combinar-los millor. Es tocaven diferents instruments, de fet es considera com l'edat d'or de la construcció d'orgues, de corda per exemple es van inventar els primers pianos, també de vent com al viola de gamba i de percussió els timbals.

### Classicisme
En aquesta etapa es va millorar molt la manera de fer instruments, sobretot pianos i clarinets. Ja que durant aquesta etapa va haver-hi la revolució industrial. Es continua fent servir instruments procedents de bandes militar turques. La música per a grups augmenta per la demanda de nobles i burgesos, que fa que el nombre d’instruments de corda es dupliquen per la incorporació de clarinets i trompes, entre d'altres, a més s’afegeixen instruments de percussió.

### Romanticisme
Durant romanticisme els artistes són admirats per la gent. A més, si sumem la millora tècnica dels instruments, la música instrumental adquireix molta importància. El piano era l'instrument de moda i a més, era romàntic. També es va començar a vendre moltes partitures de piano que es poden tocar a casa. Per altra banda, l'Orquestra agafa molta importància.

## La tecnologia musical en l’actualitat
La tecnologia musical està molt present en l'actualitat. De fet, també apareix en camp cinematogràfic i automobilístics. Tot i això, el camp que ha sortit més beneficiats ha sigut el camp de la música. La tecnologia musical utilitza dispositius electrònics i programes per reproduir, gravar i compondre, i així fer créixer aquest art. La idea és fer servir la creativitat per crear sons que agradin al públic. A més, la tecnologia està creixent cada cop més, cosa que fa que la tecnologia musical també.
El canvi de la tecnologia musical, el podem veure amb els instruments típics com la guitarra i el piano, han sigut millorats amb les noves tecnologies. L'aparició d'Internet i dels ordinadors ha millorat la manera de compondre i grava la música. També s'inclou el desenvolupament de dispositius d'última generació, que permeten l'edició de la música i fins i tot, crear efectes acústics. Tot això es fa per la demanda dels consumidors que escolten música. En conclusió, la tecnologia a la música és molt important per la seva sostenibilitat i el seu desenvolupament.

## La música elèctrica i electromecànica
La música elèctrica i electromecànica fa referència a instruments musicals i equips de gravació que utilitzen circuits elèctrics, sovint combinats amb tecnologia mecànica. Alguns exemples d'instruments musicals elèctrics inclouen el piano elèctric electromecànic (inventat el 1929), la guitarra elèctrica (inventada el 1931), l'orgue Hammond electromecànic (desenvolupat el 1934) i el baix elèctric (inventat el 1935). Cap d'aquests instruments electrònics produeix so que pugui ser escoltat pels intèrprets o el públic en un entorn d'actuació, tret que estiguin connectats a amplificadors d'instruments i altaveus, que els fan prou forts per ser escoltats pels intèrprets i el públic. Per a guitarres elèctriques (utilitzant un amplificador de guitarra), baixos elèctrics (utilitzant un amplificador de baix) i alguns orgues elèctrics (utilitzant altaveus Leslie o armaris similars) i guitarres elèctriques, l'amplificador i els altaveus estan separats de l'instrument piano.

## La música electrònica o digital
La música electrònica o digital és un tipus de música en què un compositor utilitza aparells electrònics per la composició, interpretació, gravació, producció, edició de la música. Aquest tipus de música va néixer a finals dels anys seixanta amb la introducció dels amplificadors i sintetitzadors electrònics. Quan va aparèixer va tenir un impacte molt gran, creixent i donant-se a conèixer fins avui dia.
Aquesta música està lligada a la creativitat de l'autor o creador. Els experts estan constantment ideant i pensant noves formes d'expressió a través de la música i creant nous dispositius i aparells tecnològics, per fer-la créixer encara més.